# Ternate (eiland)
Ternate is een eiland (pulau) binnen de provincie Noord-Molukken in Indonesië, vlak bij Halmahera. Het is 110,7 km² groot en telt 16.058 inwoners (2002), waarvan het grootste deel woont in de stad (kota) Ternate aan de zuidoostzijde van het eiland. Het hoogste punt is de actieve stratovulkaan Gamalama (1715 m; laatste uitbarsting in 2014).

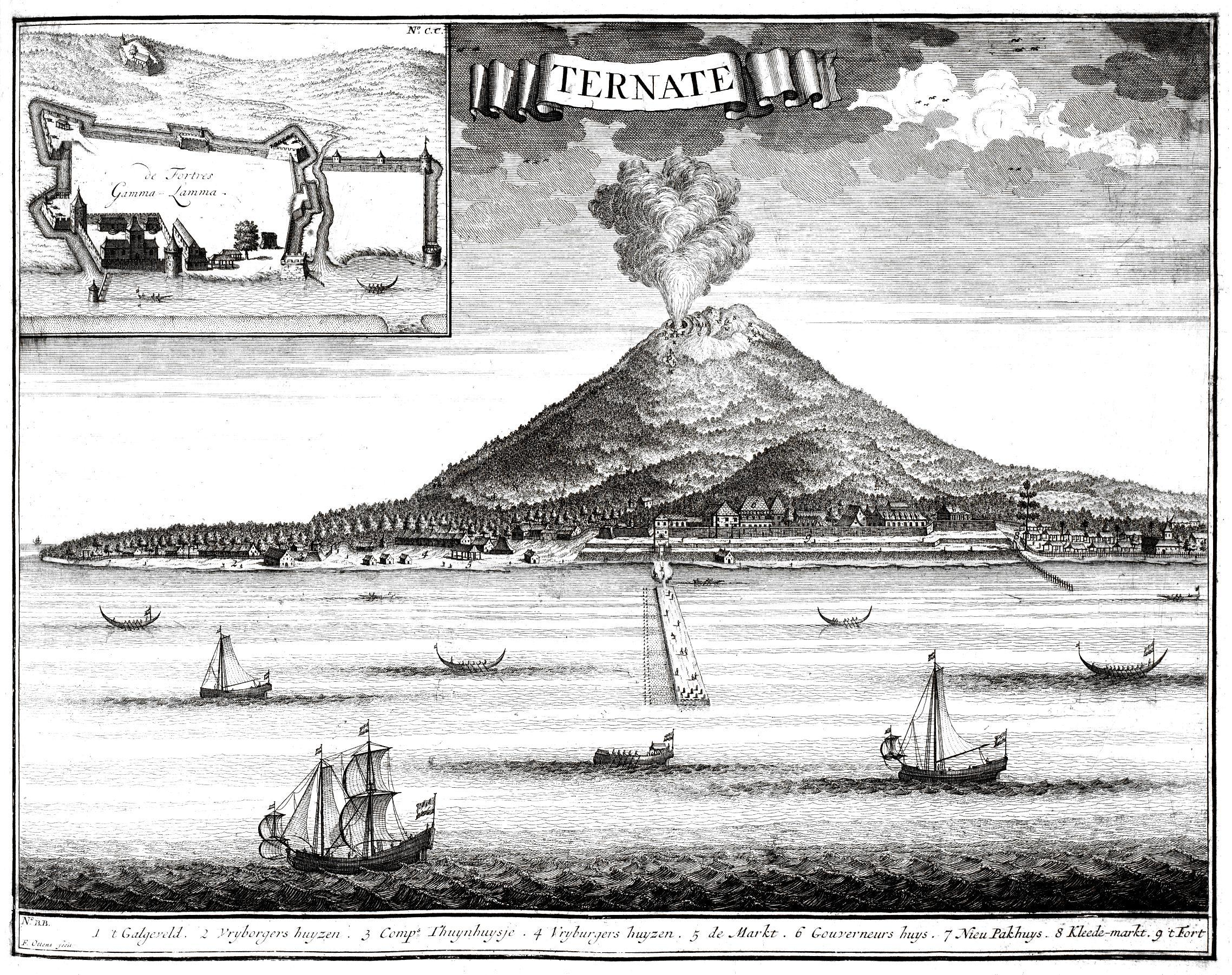
Ternate in 1720
(1726), François Valentijn, Oud en Nieuw Oost-Indien

De stadsgemeente Kota Ternate omvat een groter gebied (249,75 km² land en 5.547,55 km² water) waartoe ook de kleinere eilanden 8 Mayau (78,4 km²), Moti (24,6 km²), Tifure (22,1 km²), Hiri (12,4 km²) en de onbewoonde eilandjes Gurida (0,55 km²), Maka (0,5 km²) en Mano (0,05 km²) behoren en telt volgens de stadsgemeente 120.865 inwoners (2002), al geeft de census van 2000 een aantal van 152.114 inwoners. Een schatting van het Indonesische CBS geeft een aantal van 156.735 (2005).

## Stad Ternate
De stad Ternate spreidt zich inclusief buitenwijken uit over 10 kilometer tussen de luchthaven Babullah aan de noordoostzijde van het eiland en de haven van Bastiong in het zuidoosten. Op een heuvel bij de stad bevindt zich op de fundamenten van een ouder Maleisisch fort het grote Fort Oranje, dat in 1607 werd gebouwd door de Nederlanders en de thuisbasis vormde van de Verenigde Oost-Indische Compagnie, alvorens deze werd verplaatst naar Batavia (Jakarta) rond 1619. Op de noordoosthoek van het eiland staat het oude Portugese en later Nederlandse Fort Tolukko en aan zee is ook het Fort Kalamata te vinden. Het handelscentrum spreidt zich uit over 2 kilometer vanaf de busterminal nabij Fort Oranje, tot aan de haven Ahmad Yani, waar de Pelni-schepen arriveren. Het huidige paleis van de sultan, dat werd gebouwd in 1796, vormt nu deels een museum.

## Alfred Russel Wallace
De natuuronderzoeker Alfred Russel Wallace verbleef in 1858 op Ternate. Hij schreef daar zijn essay over evolutie. De koopman en koloniaal bestuurder Maarten Dirk van Renesse van Duivenbode verleende hem daar onderdak.

## Fauna
De volgende zoogdieren komen voor op het eiland: de spitsmuis Suncus murinus (geïntroduceerd), de eekhoornsoort Petaurus breviceps (prehistorisch geïntroduceerd), de rat Rattus tanezumi (geïntroduceerd), het klimbuideldier Phalanger matabiru, de vleerhonden Dobsonia crenulata, Eonycteris spelaea, Macroglossus minimus, Nyctimene albiventer, Pteropus caniceps, Pteropus conspicillatus, Pteropus hypomelanus, Pteropus personatus en Rousettus amplexicaudatus, de vleermuissoorten Mosia nigrescens, Saccolaimus saccolaimus, Megaderma spasma, Kerivoula picta en Myotis ater,

## Geboren
- Lex Mulder (1933-2022), Nederlands geoloog en dammer